# Artabotrys multiflorus
Artabotrys multiflorus este o specie de plante angiosperme din genul Artabotrys, familia Annonaceae, descrisă de Cecil Ernest Claude Fischer. Conform Catalogue of Life specia Artabotrys multiflorus nu are subspecii cunoscute.